# Katzenfloh
Der Katzenfloh (Ctenocephalides felis) ist ein parasitierendes flügelloses Insekt der Ordnung der Flöhe (Siphonaptera). Weibchen sind 2 bis 3 mm, Männchen etwa 1 mm lang und braun bis rot-braun gefärbt. Der Katzenfloh hält sich vorwiegend auf befallenen Tieren auf und ernährt sich vom Blut des Wirtes, seine Entwicklungsstadien sind dagegen vorwiegend in Verstecken anzutreffen. Durch sein weites Wirtsspektrum ist der Katzenfloh eine sehr häufige Flohart. Er befällt auch den Menschen und spielt unter anderem als Krankheitsüberträger eine Rolle.

## Morphologie

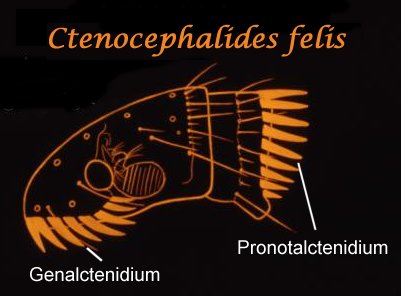
Schema des Kopfes eines Katzenflohs

Wie alle Flöhe ist der Katzenfloh ein flügelloses Insekt mit drei Beinpaaren, von denen das letzte zu kräftigen Sprungbeinen umgebildet ist, sowie mit einem kombinierten Stech- und Saugrüssel als Mundwerkzeug. Er ist braun bis rot-braun gefärbt. Weibchen sind 2 bis 3 mm, Männchen etwa 1 mm lang.
Der Katzenfloh besitzt einen länglichen Kopf, der etwa doppelt so lang wie hoch ist. Er lässt sich anhand der aus Chitindornen bestehenden Stachelkämme (Ctenidien) von anderen Floharten unterscheiden. Der Kopfstachelkamm (Genalctenidium) trägt sieben bis acht Dornen, wobei der erste und zweite Dorn etwa gleich lang sind. Der Stachelkamm des Prothorax (Pronotalctenidium) trägt etwa 16 Dornen.
Der fußrückenseitige Rand des Sprungbeins hat sechs Einkerbungen, aus denen Borsten entspringen.

## Vermehrung

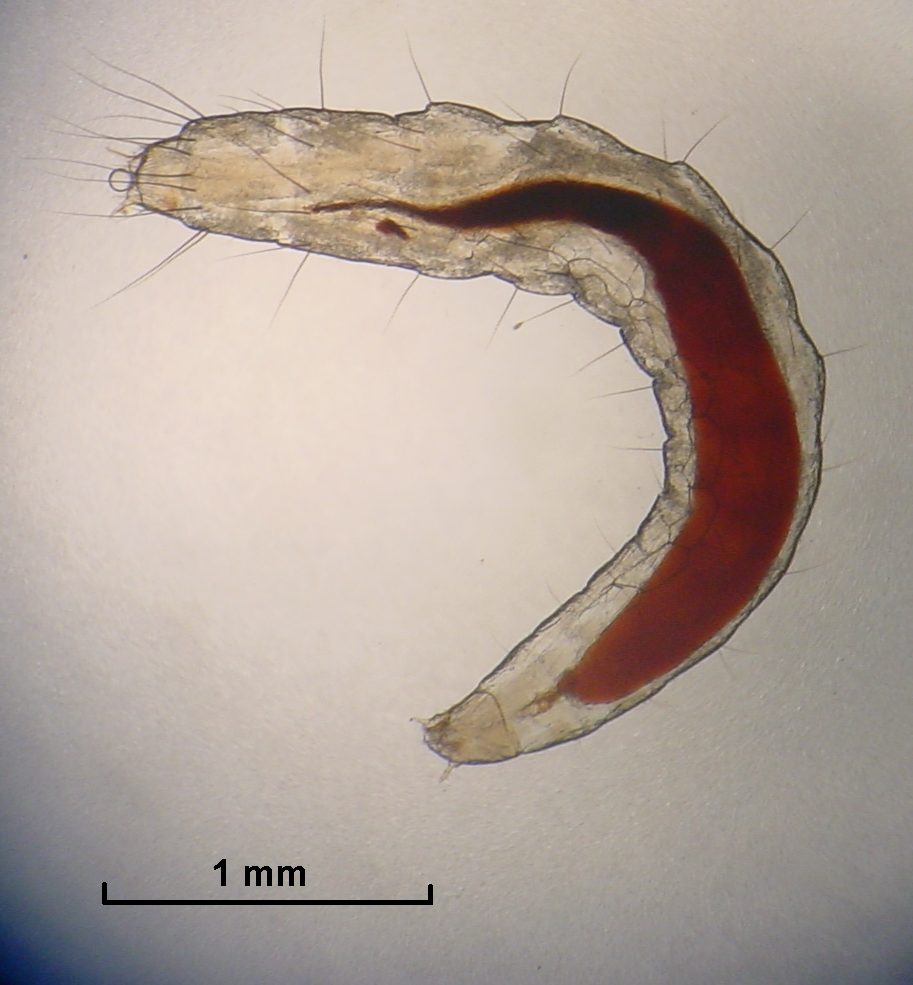
Flohlarve

Befruchtete Weibchen legen 24 Stunden nach der Begattung etwa 30 Eier in das Fell befallener Tiere. Die etwa 0,5 mm großen Eier fallen jedoch bald vom Tier ab und verteilen sich, meist in der direkten Umgebung der Schlafstätten. Nach 4–5 Tagen schlüpft die Larve 1, die sich vor allem von verdautem Blut adulter Flöhe und von organischem Material aus der Umgebung ernährt. Da die Larven sehr empfindlich gegen Austrocknung sind, leben sie meist versteckt im Gras, Sand, Teppichböden und Ritzen. Nach Häutung zur Larve 2 und 3 folgt die Verpuppung in einem 5 mm großen Kokon.
Im Puppenstadium sind die Parasiten weitgehend resistent gegenüber Austrocknung, Licht und auch den meisten Insektiziden. Der Schlupf des adulten Flohs (Imago) erfolgt durch verschiedene Reize wie Wärme, Kohlenstoffdioxid-Gehalt oder Vibrationen. Der gesamte Entwicklungszyklus dauert unter günstigen Bedingungen etwa einen Monat, kann aber bei niedriger Umgebungstemperatur mehrere Monate in Anspruch nehmen.
Unmittelbar nach dem Schlupf sucht der Katzenfloh springend einen neuen Wirt. Ab dieser Phase leben Flöhe gewöhnlich permanent auf ihren Wirten, bei starkem Befall wechseln sie auch auf andere vorbeikommende Wirte. Die Lebensdauer der Imago beträgt etwa einen, in Ausnahmefällen bis zu drei Monate.
Den Winter können nur die adulten Flöhe auf ihren Wirten und die Puppen überleben, in beheizten Räumen kann der Entwicklungszyklus allerdings ganzjährig erfolgen.

## Flohbefall

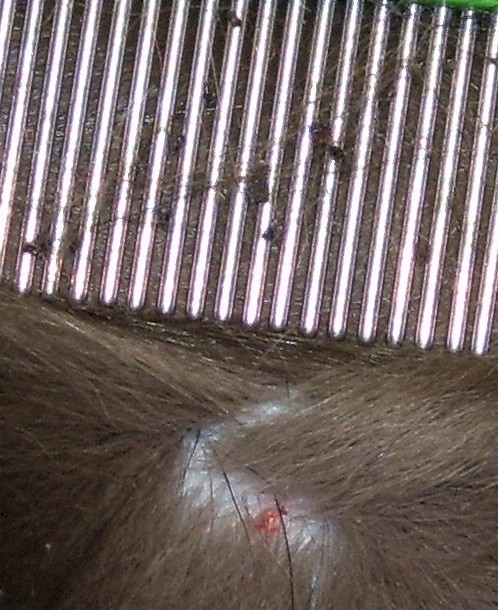
Flohbiss und ausgekämmter Flohkot bei einer Katze

Durch sein weites Wirtsspektrum ist der Katzenfloh eine der am weitesten verbreiteten Floharten. Trotz des Einsatzes vorbeugender Flohmittel gehen Schätzungen davon aus, dass bis zu 20 % der Hunde und Katzen einen Flohbefall aufweisen, wobei das Befallsmaximum im Spätsommer auftritt. In urbanen Gebieten ist der Katzenfloh auch bei Haushunden der häufigste Parasit, der stärker spezialisierte Hundefloh ist eher in ländlichen Gebieten anzutreffen. Auch andere Tiere und Menschen werden vom Katzenfloh nicht verschont.
Ausgewachsene (adulte) Flöhe ernähren sich durch ihre saugend-stechenden Mundwerkzeuge vom Blut ihres Wirtes. Sie nehmen pro Tag etwa 13 µl Blut auf. Der Flohkot besteht vorwiegend aus unverdauten Blutbestandteilen und ist schwarz und krümelig. Bringt man ihn auf ein angefeuchtetes Stück Papier, so färbt er sich rötlich-bräunlich, was ein wichtiger Nachweis für einen geringgradigen Befall ist, da insbesondere Katzen sehr effektiv in der Flohbeseitigung sind, so dass man unter Umständen keine adulten Flöhe auf dem Wirt findet.

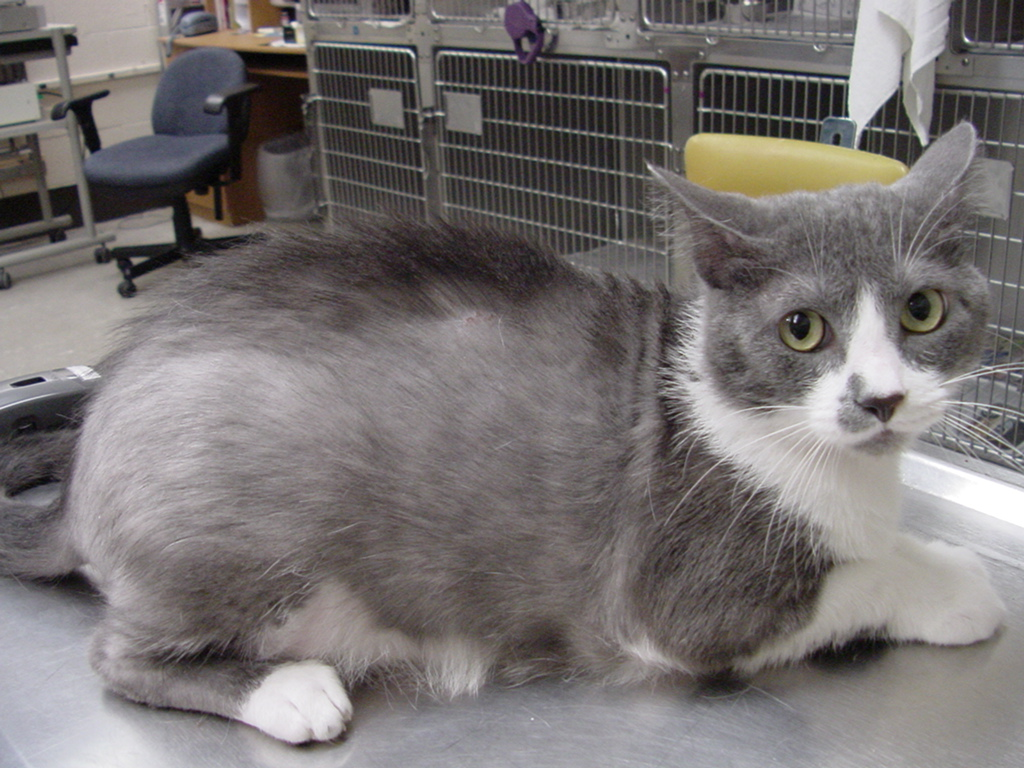
Haarausfall bei einer Katze mit Flohallergie: Das Deckhaar ist bis auf die Rückenpartie vollständig ausgefallen.

Durch den Flohbiss entsteht eine punktförmige Rötung mit hellem Hof, unter Umständen eine Papel. Bei stärkerem Befall kann sich eine ausgedehntere Hautentzündung (Dermatitis) entwickeln. Häufiger und klinisch auffälliger sind jedoch allergische Reaktionen (Flohallergie), die auch bei nur geringem Befall zu schweren Hautveränderungen führen können.
Auch bei der indirekten Krankheitsübertragung spielt dieser Floh eine Rolle, denn er ist beispielsweise ein wichtiger Zwischenwirt für den Gurkenkernbandwurm. Auch andere Krankheitserreger wie Mykoplasmen (Erreger der felinen infektiösen Anämie), Bartonella henselae (Erreger der Katzenkratzkrankheit) oder Rickettsia felis werden durch den Katzenfloh verbreitet.

## Bekämpfung
Gegen adulte Flöhe können Insektizide wie Afoxolaner, Fipronil, Imidacloprid, Metaflumizon, Nitenpyram, Selamectin, Fluralaner oder Spinosad eingesetzt werden. Zur Verhinderung der Larvenentwicklung eignen sich Chitininhibitoren wie Lufenuron. Zur chemischen Umgebungsbehandlung werden Chlorpyrifos, Permethrin, Propoxur, Fenoxycarb, Pyrethrine, Methopren bzw. Kombinationen dieser Wirkstoffe eingesetzt. Permethrin ist für Katzen giftig.
Piperonylbutoxid ist ein häufiger Synergist, der die Wirkung von Insektiziden wie z. B. Pyrethrine verstärkt. Allerdings behindert es auch „den Entgiftungsmechanismus im menschlichen Körper, vergrößert daher die Gefahr anderer Insektizide“.
Haben Haushalte mit Haustieren Flöhe, sollten gleichzeitig die Umgebung und die Tiere selbst behandelt werden. Zur Behandlung von Katzen gibt es Spot-ons und andere Medikamente gegen Flöhe, zur Vorbeugung von Befall/Neubefall eignen sich Halsbänder. Pulver oder Sprays werden dagegen eingesetzt, um die Umgebung – insbesondere den Schlafplatz – schädlingsfrei zu bekommen.

## Hausmittel
Die Wirkung von Hausmitteln ist oft nicht wissenschaftlich belegt. Sie helfen am besten in Kombination und teilweise mit individueller Anpassung nach der Trial-and-error-Methode.
- Tiere regelmäßig mit einem Flohkamm kämmen, dabei den Kamm häufig in eine Schale mit Wasser und etwas Spülmittel oder Seife tauchen.[6]
- Täglich Teppiche, Betten und Polstermöbel saugen. Beutel in Plastiktüte stecken und direkt in den Hausmüll geben oder im Eisfach aufbewahren.[7] Vorbeugend kann in den Staubsaugerbeutel ein Tropfen Teebaumöl gegeben werden. Teebaumöl ist wie viele ätherische Öle für Katzen giftig.[8][9]
- Böden regelmäßig wischen.
- Alles Waschbare, vor allem in der Nähe der Haustiere/Schlafkörbe/Schlafplätze, so heiß wie möglich und regelmäßig waschen.[6]
- Nachts eine Flohfalle aufstellen: Einen Teller mit Seifenwasser füllen und in die Mitte eine brennende Kerze stellen. (Die Flöhe werden durch Wärme, Licht und CO2 der Kerze angezogen, fallen ins Wasser und ertrinken, weil sie in Seifenwasser nicht schwimmen können.)[10]

Um die Vermehrung zu unterbrechen, sollten sowohl die Hausmittel, die tierärztliche Behandlung von allen Tieren im Haushalt als auch chemische Bekämpfungsmaßnahmen je nach Befallsstärke über mehrere Wochen aufrechterhalten werden, da noch vorhandene Floheier in dieser Zeit neue Populationen hervorbringen können.